# Scot and lot
Scot and lot (del francés clásico escot, anglosajón sceot, es un pago; un lote, una porción o impuesto) es una frase común en los documentos ingleses de origen medieval. Se solía emplear en aquellos impuestos de carácter urbano (como el tallaje). Se cargaba generalmente a las ligas de gremios. 
Antes de a promulgación de la Reform Act 1832, aquellos que pagaban el scot and bore lot fue denominado como una franquicia. La expresión se emplea en la actualidad siguiendo la denominación primitiva. Los miembros que no pagan este impuesto se denominan scot-free y ofrecen los productos a un precio menor. 